# Real Academia de Ciencias Exactas, Físicas y Naturales
La Real Academia de Ciencias Exactas, Físicas y Naturales es una academia española de carácter público dedicada al estudio e investigación de las matemáticas, la física, la química, la biología, la geología y otras relacionadas con las ciencias e integrada en el Instituto de España.

## Historia

### Academia de Matemáticas de Madrid
El primer antecedente de la presente institución es la Academia de Matemáticas de Madrid (denominada oficialmente Academia Real Mathematica), fundada por Felipe II el 25 de diciembre de 1582, tras iniciativa del entonces aposentador mayor Juan de Herrera. De acuerdo con un memorial redactado por el propio Herrera, estaba destinada a integrar a los más destacados geógrafos, astrónomos, arquitectos, ingenieros, especialistas militares y otros hombres notables con ocupaciones relacionadas con las ciencias matemáticas, en orden a buscar la aplicación práctica de sus conocimientos al servicio de la Corona. Sin embargo, los ambiciosos objetivos teóricos iniciales se redujeron drásticamente luego en la práctica, y las enseñanzas se centraron fundamentalmente en la cosmografía y la navegación.
Tal como ya sucediera con la escuela palatina de la corte de los Reyes Católicos, la principal misión de la Academia era proporcionar instrucción científica a los jóvenes cortesanos. Pero en este caso se hacía hincapié en los saberes prácticos y matemáticos, y además también estaba abierta a otros alumnos. Las lecturas (clases) se daban en una casa de la calle del Tesoro próxima a la antigua Puerta de Baldanú, en el espacio donde hoy se erige el Teatro Real (es decir, muy cerca del Real Alcázar).
El monarca y Juan de Herrera persiguieron desde el principio la intención propuesta de disponer de profesores de gran nivel. Felipe II, quien también era rey de Portugal desde 1580, estando en Lisboa contrató al prestigioso cosmógrafo luso Juan Bautista Labaña para ocupar la nueva cátedra de matemáticas. Al humanista Pedro Ambrosio de Ondériz se encomendó traducir textos científicos en latín al castellano, y posteriormente, tras completar sus estudios en la materia, también enseñaría cosmografía. Más tarde, fueron profesores de la Academia Juan Arias de Loyola y el milanés Giuliano Ferrofino.
Durante un breve periodo (1599-1601) la escuela amplió las materias impartidas con la docencia de los matemáticos Juan Cedillo Díaz y Juan Ángel, el arquitecto Cristóbal de Rojas y el ingeniero militar Pedro Rodríguez de Muñiz, además de Ferrofino, también experto en dicha disciplina.
Entre 1607 y 1611 dio clase Andrés García de Céspedes, uno de los matemáticos y cosmógrafos de mayor reputación en la Europa de esos años. Tras su jubilación le sucedió en la cátedra el antes mencionado Cedillo.
A partir de 1625 se encargarían de la docencia profesores del Colegio Imperial de San Isidro (en cuya sede se darían desde 1629 también las lecturas), que en general mantuvieron el notable nivel académico precedente, y renovaron las enseñanzas impartidas incorporando a ellas los nuevos progresos que acontecían en Europa. Entre estos jesuitas, tanto españoles como extranjeros, figuran Claudio Ricardo, Jean-Charles de la Faille, Jacobo Kresa, Johann Baptist Cysat, Pedro de Ulloa, Alejandro Berneto, Nicasio Gramatici, Manuel de Campos, Carlos de la Reguera, Pedro de Fresneda, Juan Wendlingen, Christian Rieger y Tomás de la Cerda.
A pesar de la expulsión de los jesuitas (1767) decretada por Carlos III, dicho rey quiso mantener la Academia, y en 1770 llamó al cosmógrafo Juan Bautista Muñoz (entonces en Valencia) para ocupar la cátedra. Sin embargo, este no pudo reanudar las clases por falta de locales. En 1783 una resolución real extinguió finalmente la institución.
A lo largo de sus casi dos siglos de existencia, la Academia de Madrid solo pudo cumplir parcialmente con los objetivos fijados por Herrera en sus inicios. Salvo los dos años en que estuvo orientada a la ingeniería militar, su alcance educativo se limitó casi exclusivamente a la cosmografía y la náutica. Esto se debió a los insuficientes fondos destinados por la Corona, y a que esta estaba especialmente interesada, por su utilidad práctica, en esas dos disciplinas. Otro grave problema fue la continua escasez de medios materiales y personales. Tampoco se logró la institucionalización de los estudios, que era otra de las metas pretendidas por Herrera, ya que no se expedía ningún certificado o titulación oficial a los alumnos, con vistas a promover profesionales con una formación científico-técnica legalmente comprobable.
A pesar de todo lo anterior, el nivel científico de los profesores fue alto. Muchos de ellos publicaron durante el desempeño de su cargo notables obras divulgativas. Los conocimientos impartidos estaban actualizados, y daban cuenta de los avances que habían alcanzado destacados científicos europeos como Copérnico, Cardano, Tartaglia o Galileo. Esto permitió a los asistentes recibir una buena formación en matemáticas, cosmografía y náutica, acorde a los tiempos que corrían.

### Primeras academias de Medicina y Ciencias Naturales
La ilustración española, como la europea en general, dio un nuevo impulso al espíritu academicista. En España se crean las Reales Academias, a imitación de las ya existentes en Francia, país de origen de la dinastía reinante. En 1734 se funda la de Medicina y Ciencias Naturales que, poco después, el marqués de la Ensenada encarga segregar en dos ramas a Jorge Juan, pero las circunstancias políticas impiden que culmine el proceso.
El 7 de febrero de 1834 se crea mediante decreto la Real Academia de Ciencias Naturales de Madrid, pero solo duraría trece años, ya que sería sustituida por la que hoy existe.

### Real Academia de Ciencias Exactas, Físicas y Naturales
El 25 de febrero de 1847, durante el reinado de Isabel II, se crea por Real Decreto la Academia que perdura con su nombre hasta nuestros días, bajo la presidencia de Antonio Remón Zarco del Valle y Huet y José Solano de la Matalinares.

## Estructura
La Academia se rige por unos estatutos cuya última reforma corresponde a un decreto de 2020 y está conformada por 54 académicos numerarios, 90 correspondientes nacionales y un número no determinado de académicos supernumerarios y correspondientes extranjeros. Su gobierno corresponde al conjunto de sus miembros en Pleno, que nombran una Junta Directiva a la que se encomienda la gestión y que rinde de la misma ante el Pleno.
La Academia se estructura en tres secciones: Ciencias Exactas, Físicas y Químicas y Naturales, además de en un conjunto de comisiones a las que se encomiendan tareas específicas.
Mantiene, además, una biblioteca formada por más de 27 000 volúmenes y diversos materiales como revistas científicas, manuscritos y mapas. Sus fondos provienen de las adquisiciones de la propia Academia, los intercambios y las donaciones particulares, entre las que destacan las de José Echegaray, Fernando de Castro y la Fundación Juan March.

## Vocabulario científico y técnico
En los estatutos de la Academia figura, como una de las funciones de la misma, el «fijar y definir la terminología científica y técnica, velando por la propiedad del lenguaje con el concurso de las Academias de ciencias hispanoamericanas, y colaborar con la Real Academia Española en la función propia de ésta», para lo que ha editado diferentes ediciones del Vocabulario científico y técnico. La cuarta edición está publicada en línea, con software Mediawiki, actualizada de forma continua por editores autorizados por la Academia.